# Mossberg 500

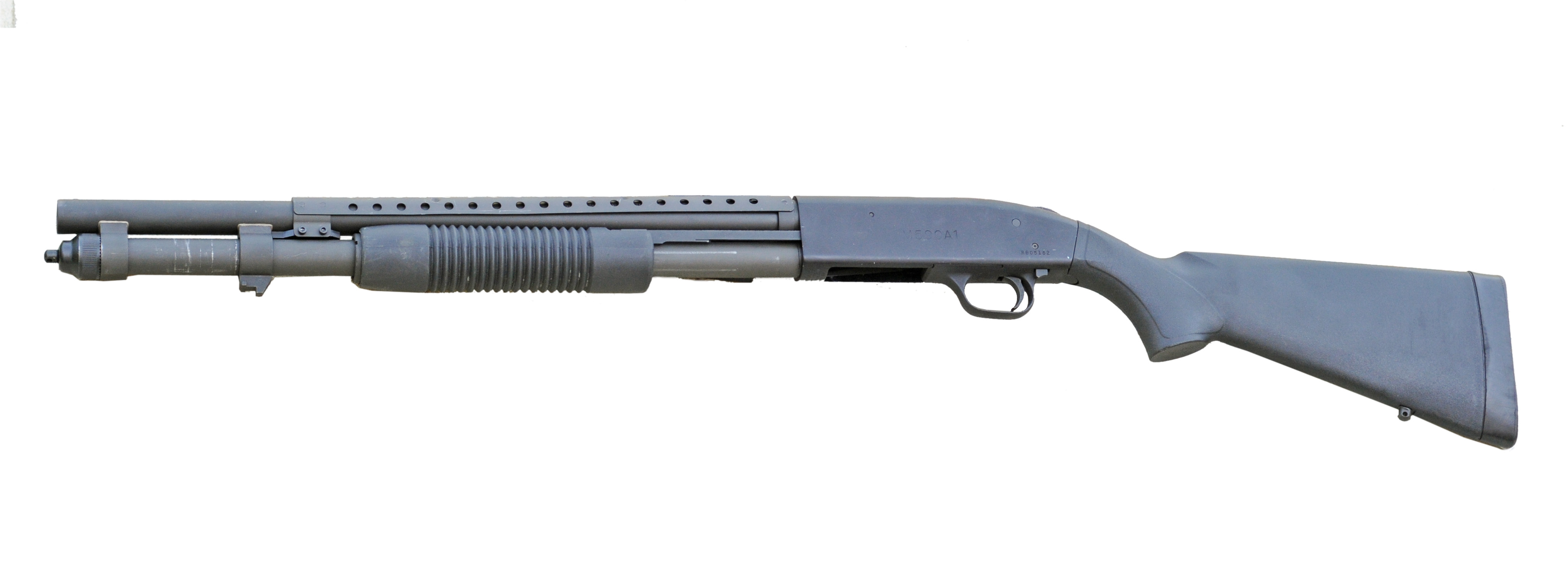
Mossberg 590A1

Als Mossberg 500 wird eine Serie von Vorderschaftrepetierflinten des US-amerikanischen Waffenherstellers O.F. Mossberg & Sons bezeichnet.

## Design

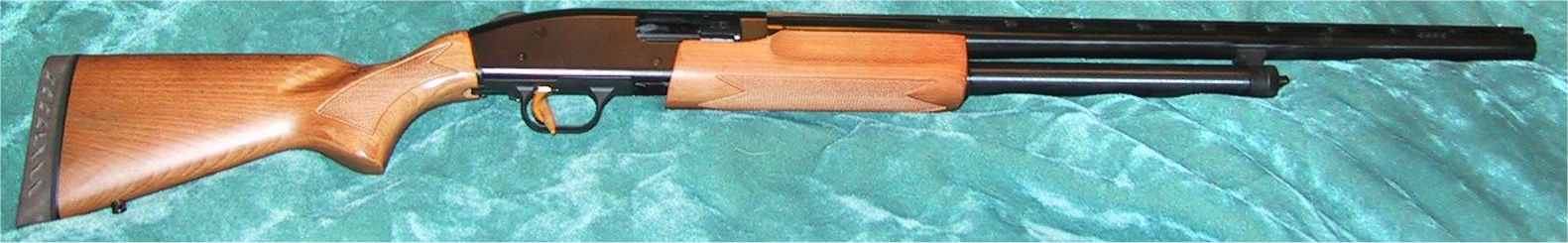
Mossberg 500 Bantam Jagdflinte

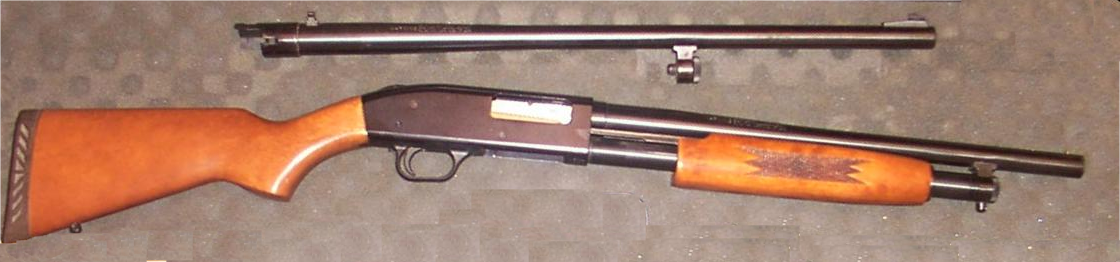
Mossberg 500 mit Austauschlauf

Bei den Waffen der Mossberg-500-Reihe handelt es sich um Repetierflinten. Der Schütze muss nach jedem Schuss durch Zurückziehen des beweglichen Vorderschafts die leere Patronenhülse nach rechts auswerfen und durch anschließendes Vorschieben eine neue Patrone aus dem Röhrenmagazin unter dem Lauf zuführen. Die Waffe kann mit verschiedensten Munitionsarten (Flintenlaufgeschosse, Schrot, Tränengas, Gummimunition u. v. m.) geladen werden, auch gemischte Magazinfüllungen sind möglich. Durch Leer-Repetieren wird die Waffe bei Bedarf entladen. Die Besonderheit des Mossberg-Designs ist ein ans Patronengehäuse anliegender Ladelöffel, der beim Laden des Röhrenmagazins nicht erst mit dem Finger oder der Patrone nach oben gedrückt werden muss. Somit ist das Nachladen in stressigen Situationen gegenüber anderen, herkömmlichen Designvarianten deutlich vereinfacht.

## Geschichte

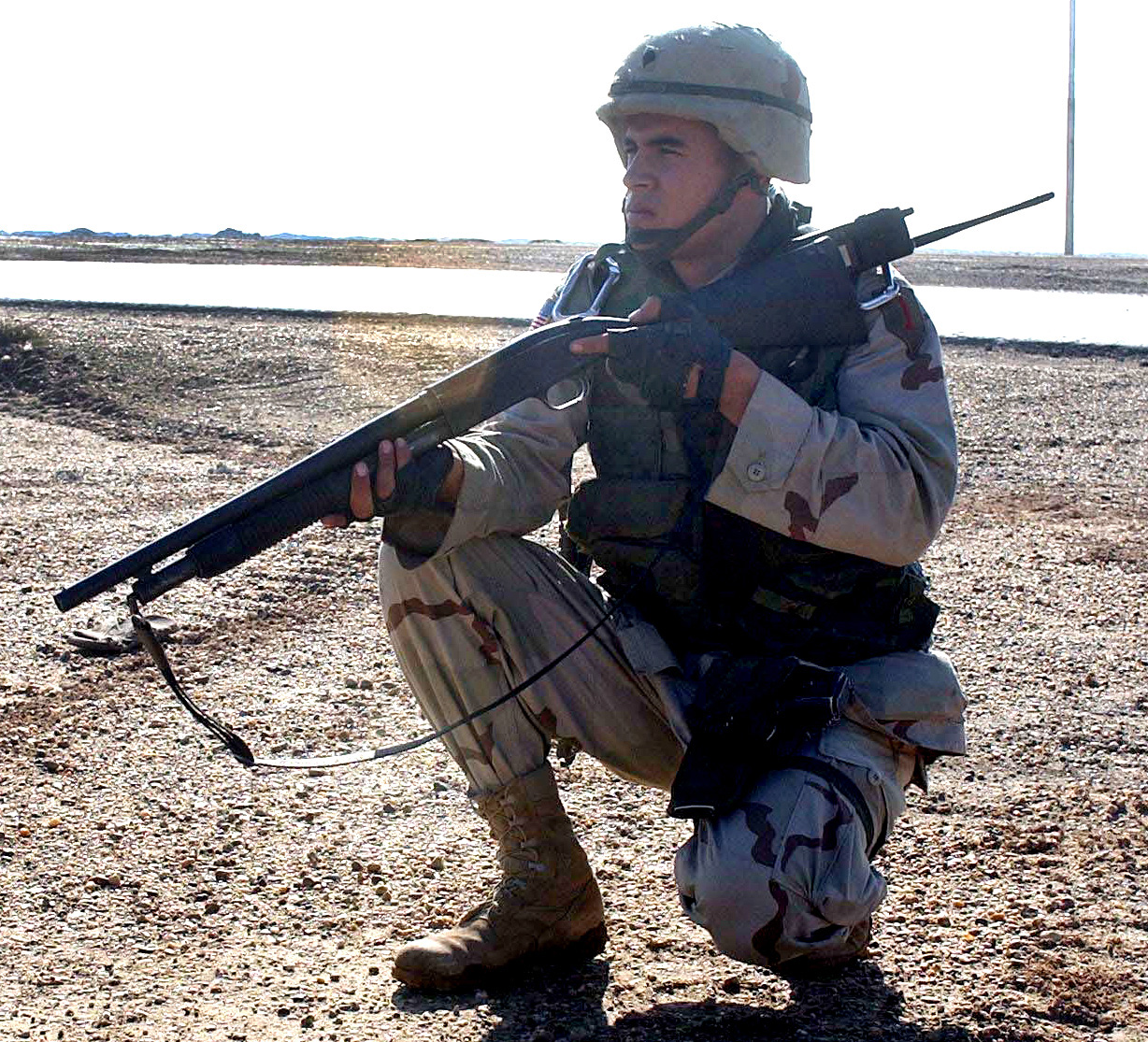
Soldat mit Mossberg 590

Ursprünglich als reine Jagdflinte entwickelt, erwies sich die Mossberg-500-Serie als sehr vielseitige Waffe. Sie schaffte es als einzige Flinte, die Anforderungen des US-Heeres zu erfüllen und wird auch in größerem Umfang bei Polizei- und Sondereinheiten eingesetzt. Sie erhielt auch den Beinamen „Persuader“, was so viel wie  „Überzeuger“ bzw. „Überreder“ bedeutet. Obwohl bei der US-Armee mittlerweile die M1014 eingeführt werden sollte, setzen viele Einheiten die Mossberg 590 noch immer ein, es wurden sogar noch etwa 20.000 Exemplare bestellt.

## Varianten
Es existieren mehrere Varianten der Waffe. Die häufigsten:
- Mossberg 500: Holzschaft, 5 Patronen im Magazin
- Mossberg 590: Kunststoffschaft, 8 + 1 Patronen im Magazin, wird von Polizei- und Militäreinheiten eingesetzt
- Bantam: Holzschaft, Jagdflinte mit 700-mm-Lauf
- Mossberg 505: 2005 eingeführte, verkleinerte Version der Bantam
- Mossberg 535: wie Mossberg 500, jedoch mit größerer Magazinkammer

Diese Varianten sind teilweise in verschiedenen Ausführungen mit Holz- oder Kunststoffschaft erhältlich, sowie mit einem hochglanzbrünierten, mattierten oder mit einer Camouflage-Beschichtung geschützten Oberflächenfinish. Weiterhin gibt es die Mariner-Version, die mit einer extrem korrosionsbeständigen Nickel-Teflon-Beschichtung namens Marinecote versehen ist.

## Maverick 88
Die Vorderschaftrepetierflinte des Tochterunternehmens Maverick ist eine vereinfachte Version der Mossberg 500 (schwarzer Kunststoffschaft, Zylinderchoke, Sicherung im Abzugsbügel). Die Zubehörteile sind mit denen der Mossberg 500 kompatibel.
Es gibt zwei Grundmodelle der Maverick 88. Die 88 Field für den vorwiegenden Gebrauch auf der Jagd mit 71 cm langem Lauf mit ventilierter Schiene sowie einer Magazinkapazität von fünf Patronen. Die 88 Security ist je nach Ausführung sechs- oder achtschüssig und hat einen 51 cm langen Lauf. Beide Flintenmodelle sind für das Kaliber 12/76 Magnum ausgelegt.
In Deutschland wird die Maverick 88 in vier Versionen angeboten (Stand August 2007):
- mit 46-cm-Lauf und Zylinderchoke als Kurzversion
- mit 51-cm-Lauf und Zylinderchoke als Standardversion
- mit 61-cm-Lauf und Zylinderchoke und Büchsenvisierung (Kimme und Korn) als Slug-Version
- mit 71-cm-Lauf und Halbchoke als Jagdversion

Sowohl für die Maverick 88 als auch für die Mossberg 500 werden gezogene Wechselläufe angeboten. Die Verwendung von Flintenlaufgeschossen ist je nach Material des Geschosses kriegsvölkerrechtlich kontraindiziert. Die Verwendung von gezogenen Läufen ist waffentechnisch für Flintenlaufgeschosse nicht notwendig, da diese heute meist in einem Treibkäfig gelagert sind und das Geschoss dadurch nicht in Rotation versetzt wird.

## Technische Daten
- Länge: verschieden
- Lauflänge: 355–700 mm
- Gewicht: 3,06–3,29 kg (geladen)
- Kaliber: 12 (18,2 mm) × 76 mm
- Mündungsgeschwindigkeit: ca. 330–400 m/s
- Feuerrate: Einzelfeuer
- effektive Schussweite: bis 100 m mit Flintenlaufgeschossen
- Munitionszufuhr: Röhrenmagazin mit 2–9 Schuss